# Bene Gesserit
Bene Gesserit – w świecie powieści Diuna żeński zakon stanowiący jedną z głównych sił w Imperium powstałym po Dżihadzie Butleriańskim.
Bene Gesserit rozwijały ludzkie możliwości fizyczne i psychiczne do poziomu postrzeganego przez ludzi jako zdolności magiczne (często nazywane pogardliwie wiedźmami). Najbardziej niezwykłą z nich był Głos – zdolność modulowania własnego głosu w taki sposób, że trafiał on do najgłębszych pokładów podświadomości słuchającego, który przez to nie był w stanie sprzeciwiać się rozkazom. Bene Gesserit rozwijały także niesamowitą zdolność obserwacji, co dawało zdolność do wychwycenia najmniejszych śladów emocji innych ludzi. Wyspecjalizowane w tym celu siostry zakonu często zatrudniano jako Prawdomówczynie, czyli osoby pełniące rolę swoistego wykrywacza kłamstw, którego nie sposób było oszukać. Oprócz umysłu Bene Gesserit trenowały też ciało – specjalny program treningowy pozwalał osiągnąć równowagę prana-bindu – pełną kontrolę nad całym ciałem. Były także szkolone w uwodzeniu i długo zachowywały atrakcyjność seksualną.
Największe znaczenie miała jednak zdolność uzyskiwana w trakcie transu przyprawowego, kiedy to akolitka (uczennica) stawała się Wielebną Matką. Ogromna jednorazowa dawka przyprawy powodowała takie poszerzenie świadomości, że Wielebna Matka uzyskiwała dostęp do pamięci komórkowej, przechowującej wspomnienia jej żeńskich przodków. Wspomnienia te stawały się jej własnymi, mogła je w każdej chwili przywołać, a dzięki niesamowitej zdolności kontroli własnego umysłu – zachować równowagę. Bene Gesserit nie miały jednak dostępu do pamięci męskich przodków, to miejsce było zarezerwowane dla mężczyzn. Ich tajnym celem stało się wychowanie na drodze skomplikowanego programu eugenicznego mężczyzny, tzw. Kwisatz Haderach, który byłby w stanie przeżyć trans przyprawowy (wcześniej wszyscy, którzy próbowali, umierali) i stać się w ten sposób nadczłowiekiem, kontrolującym pamięć swoich przodków od początku rodzaju ludzkiego, a także potrafiącego przewidzieć przyszłość.
Nazwa Bene Gesserit pochodzi z łacińskiej sentencji prawniczej – quamdiu se bene gesserit – tak długo, jak długo będzie się dobrze zachowywać. "Bene gesserit" oznacza więc "będzie się dobrze zachowywać". Bene znaczy też po hebrajsku "synowie", a syn Herberta twierdził, że słowo Gesserit miało brzmieniem nawiązywać do jezuitów.
Jednym z elementów szkolenia była litania przeciw strachowi, powtarzana niczym mantra. Rozpoczyna się słowami:

Nie wolno się bać. Strach zabija duszę. Strach to mała śmierć, a wielkie unicestwienie. Stawię mu czoło

Najbardziej znane Bene Gesserit to: Lady Jessika, Gaius Helena Mohiam, Darwi Odrade, Murbella.